# María do Carme Kruckenberg
María do Carme Kruckenberg (Vigo, 3 de junio de 1926 - Vigo 16 de mayo de 2015) fue una escritora gallega considerada como una avanzada a su época, sus textos están escritos en castellano y gallego. Se considera que su poética de autor es el intimismo y con una inclinación hacia lo popular. En el año 2015, en la ciudad de Vigo, el artista hiperrealista Marcos Puhinger hizo un mural para conmemorarla, en él se lee una frase de ella y su imagen. Kruckenberg vivió unos años en Argentina, donde conoció  a muchos referentes de la literatura como a Jorge Luis Borges, sobre esto expresó en una entrevista:
Allí conocí a la élite de la intelectualidad y allí comprendí que ni unos eran tan buenos ni los otros eran tan malos. 

## Obras

### Poesía
- Cantigas do vento, 1956, Alba, Vigo.
- Canaval de ouro, 1962, Colección Salnés, Galaxia.
- Cantigas de amigo a Ramón González Sierra, 1972, Noroeste, Vigo.
- A sombra ergueita, 1976, Edicións Castrelos.
- Cantigas para un tempo esquecido, 1986, Ediciós do Castro.
- Alegoría do ensoño ferido, 1992, Ediciós do Castro.
- XXI poemas nun grido de luz, 1997, Iniciativas Gutenberg.
- Meditacións á beira da noite, 1997, Iniciativas Gutenberg.
- O ratiño do pazo, 1998, Iniciativas Gutenberg.
- Vivir, aventura irrepetible, 1998, Iniciativas Gutenberg, edición bilingüe galego-castelán.
- Jazz espido, 1999, Ediciós do Castro.
- Poemas sen resposta, 1999, Espiral Maior.
- Obra poética case completa, 2000, Ediciós do Castro.
- A pulga garimosa, 2000, edición da autora.
- Lembranzas da beleza triste, 2003, Espiral Maior.
- A rapaza da frauta, 2003, edición da autora.
- Luz para un novo amencer, 2004, Ediciós do Castro, edición bilingüe galego-castelán.
- As complexas mareas da noite, 2006, Espiral Maior.
- Os límites do arreguizo, 2008, Espiral Maior.
- A voz da auga, 2010, Barbantesa.
- O enigma do segredo, 2011, Barbantesa.
- Jazz espido un e dous, 2011, Barbantesa.

### Narrativa
- O paxariño de Sevilla, 1998, Iniciativas Gutenberg.
- Historias na memoria, 1999, Unión Comarcal de CCOO de Vigo.
- O morto asasinado e outros contos, 2018, Galaxia. Edición de Mercedes Queixas.

### Obras colectivas
- I Festival de Poesía no Condado (1981, S. C. D. Condado).
- VI Festival da Poesía no Condado (1986, S. C. D. Condado).
- VII Festival da Poesia no Condado, 1987, S. C. D. Condado.
- VIII Festival da Poesia no Condado. Escolma Poética, 1988, S. C. D. Condado.
- IX Festival da Poesia no Condado. Escolma Poética, 1989, S. C. D. Condado.
- XIII Festival da Poesia no Condado, 1993, S. C. D. Condado.
- XIV Festival da Poesia no Condado, 1994, S. C. D. Condado.
- Daquelas que cantan. Rosalía na palabra de once escritoras galegas, 1997, Fundación Rosalía de Castro.
- Novo do trinque, 1997, BNG.
- María do Carme Kruckenberg e tres poetas medievais da ría de Vigo: Martín Codax, Mendiño, Johán de Cangas, Union Comarcal de CCOO de Vigo, Concello de Vigo e Deputación de Pontevedra.
- Alma de beiramar, 2003, AELG.
- Elas 2: antoloxía poética, 2003, Unión Comarcal de CCOO de Vigo.
- Intifada. Ofrenda dos poetas galegos a Palestina, 2003, Fundación Araguaney.
- Negra sombra. Intervención poética contra a marea negra, 2003, Espiral Maior.
- 23 poetas cantan a don Antonio Machado, 2004, Hipocampo.
- Elas 3: antoloxía poética, 2004, Unión Comarcal de CCOO de Vigo.
- Poemas de amor. Xeración dos 50, 2004, Tórculo. Por Maximino Cacheiro Varela.
- Xela Arias, quedas en nós, 2004, Xerais.
- Amor en feminino: antoloxía das poetas galegas de Rosalía á Xeración dos 80, 2006, Baía Edicións. Edición de Maximino Cacheiro Varela.
- Poetas con Rosalía, 2006, Fundación Rosalía de Castro.
- Poetas e Narradores nas súas voces. II, 2006, Consello da Cultura Galega.
- Vanakkam/Benvidas, 2007, Implicadas/os no Desenvolvemento.
- A Coruña á luz das letras, 2008, Trifolium.
- Elas 7: antoloxía poética, 2008, Unión Comarcal de CCOO de Vigo.
- Actas do Congreso Manuel María. Literatura e Nación, 2009, Fundación Manuel María.
- Elas 9: antoloxía poética, 2010, Unión Comarcal de CCOO de Vigo.
- To The Winds Our Sails, 2010, Salmon Poetry. Tradución do galego ao inglés.
- Tamén navegar, 2011, Toxosoutos.

## Premios y reconocimientos
- Premio Alecrín 1997
- Medalla de Galicia 1998
- Medalla Castela 2002
- Premio Laxeiro 2011[8]